# 1990 BF2
1990 BF2 är en asteroid i huvudbältet som upptäcktes den 30 januari 1990 av de båda japanska astronomerna Seiji Ueda och Hiroshi Kaneda i Kushiro.
Asteroiden har en diameter på ungefär 3 kilometer.